# 제2차 이케다 내각 (제2차 개조)
제2차 이케다 제2차 개조내각(일본어: 第2次池田第2次改造内閣)은  이케다 하야토가 제59대 내각총리대신으로 임명되어, 1962년 7월 18일부터 1963년 7월 18일까지 존재한 일본의 내각이다.

## 개요
1962년 7월 14일에 치른 자유민주당 총재공선은 현직 총재인 이케다 하야토 총리가 단독으로 출마하면서 사실상 이케다 총재의 재신임을 묻는 투표가 됐다. 이케다는 391표를 얻어 재선에 성공했지만 무효표 등을 합하면 135표의 비판표가 나오면서 내각 개조와 자민당 임원 개선에 영향을 미치게 됐다.
전임 내각이었던 제2차 이케다 내각 제1차 개조내각과 비교하면 개조 전에 당내 실력자를 망라하였던 것이 사토 에이사쿠, 미키 다케오, 후지야마 아이이치로가 각외로 떠나면서 고노 이치로가 잔류했다. 또, 내각관방장관인 구로가네 야스미는 고노에게 경사하여 사토와 고노의 권력 투쟁이 심하게 됐다. 그 이상으로 중요한 것은 외무대신 오히라 마사요시와 대장대신의 다나카 가쿠에이가 외교와 재정을 모두 장악하면서 젊은 실력자로서 대두하는 계기를 만든 것이다.

## 각료
- 내각총리대신 - 이케다 하야토(이케다파)
- 법무대신 - 나카가키 구니오(이시이파)
- 외무대신 - 오히라 마사요시(이케다파)
- 대장대신 - 다나카 가쿠에이(사토파)
- 문부대신 - 아라키 마스오(이케다파)
- 후생대신 - 니시무라 에이이치(사토파)
- 농림대신 - 시게마사 세이시(고노파)
- 통상산업대신 - 후쿠다 하지메(오노파)
- 운수대신 - 아야베 겐타로(후지야마파)
- 우정대신 - 데시마 사카에(참의원 의원) ／ 오자와 규타로(1963년 1월 8일 ~ )
- 노동대신 - 오하시 다케오(이케다파)
- 건설대신 - 고노 이치로(고노파)
- 수도권정비위원회 위원장 - 가와시마 쇼지로(가와시마파, 겸무) ／ 고노 이치로(겸무, 1962년 11월 2일 ~ )
- 긴키권 정비 장관(1963년 7월 10일 설치) - 고노 이치로(겸무, 고노파)
- 자치대신, 국가공안위원회 위원장 - 시노다 고사쿠(이시이파)
- 행정관리청 장관, 홋카이도 개발청 장관 - 가와시마 쇼지로(구 기시파, 가와시마파)
- 방위청 장관 - 시가 겐지로(미키파)
- 경제기획청 장관 - 미야자와 기이치(참의원 의원, 이케다파)
- 과학기술청 장관 - 곤도 쓰루요(참의원 의원, 오노파)
- 내각관방장관 - 구로가네 야스미(이케다파)
- 총리부 총무장관 - 도쿠야스 지쓰조(오노파)
  - 내각법제국 장관 - 하야시 슈조
  - 내각관방부장관(정무) - 핫타 사다요시(1962년 7월 27일 ~ )
  - 내각관방부장관(사무) - 호소야 기이치
  - 총리부 총무부장관 - 후루야 도루

## 정무 차관
- 법무 정무 차관 - 노모토 시나키치
- 외무 정무 차관 - 이이즈카 사다스케
- 대장 정무 차관 - 하라다 겐, 이케다 기요시
- 문부 정무 차관 - 다나카 게이이치
- 후생 정무 차관 - 도카이 모토사부로
- 농림 정무 차관 - 쓰시마 분지, 오타니 요시오
- 통상 산업 정무 차관 - 히로세 마사오, 간바야시 주지
- 운수 정무 차관 - 오이시 부이치
- 우정 정무 차관 - 야스오카 다케히사
- 노동 정무 차관 - 다무라 하지메
- 건설 정무 차관 - 마쓰자와 유조
- 자치 정무 차관 - 후지타 요시미쓰
- 행정 관리 정무 차관 - 우다 구니에
- 홋카이도 개발 정무 차관 - 고니시 히데오
- 방위 정무 차관 - 이쿠타 고이치
- 경제 기획 정무 차관 - 다테바야시 미키오
- 과학 기술 정무 차관 - 우치다 쓰네오

한편, 내각 개조에 따르면서 자민당의 임원 개선이 이뤄졌다.
- 부총재 - 오노 반보쿠(오노파)
- 간사장 - 마에오 시게사부로(이케다파)
- 총무회장 - 아카기 무네노리(가와시마파)
- 정무조사회장 - 가야 오키노리(구 기시파)